# Ташлы-Ковали
Ташлы-Ковали (тат. Ташлы Кавал) — село в Высокогорском районе Республики Татарстан. Административный центр Ташлы-Ковалинского сельского поселения. Окрестности села предположительно были обитаемы в первой половиной XVI века.

## Этимология
Современное название села произошло от татарского слова «ташлы» (каменный) и названия деревни «Кавал» (Ковали).

## География
Село находится на реке Шимяковка, в 23 км к северо-востоку от районного центра — посёлка железнодорожной станции Высокая Гора.

## История
Окрестности села предположительно были обитаемы в первой половиной XVI века, о чём свидетельствует наличие в центре села Ташлы-Ковалинского надгробного камня, датируемого этим временем.
Первоисточники упоминают о селе, под названием Ковали со второй половины XVII века. В XVIII веке оно разделилось на Верхние и Нижние Ковали (в 1930-х гг. было объединено). В сословном плане, в XVIII веке и вплоть до 1860-х годов, жители причислялись к государственным крестьянам. Традиционные занятия жителей – земледелие и скотоводство, были распространены пчеловодство, кирпичный промысел. По сведениям из первоисточников, в 1842 и в 1902 годах в селе были построены две мечети.  
В «Списке населенных мест по сведениям 1859 года», изданном в 1866 году, населённый пункт упомянут как казённые деревни Верхние и Нижние Кавали 1-го стана Казанского уезда Казанской губернии. Располагались при речке Черкаске, по левую сторону Сибирского почтового тракта, в 40 верстах от губернского города Казани и в 22 верстах от становой квартиры во владельческой деревне Пермяки (Богородское). В деревнях в 75 дворах жили 475 человек (240 мужчин и 235 женщин). Была мечеть.
В 1865 году в результате пожара Верхние Ковали полностью выгорели. Эта деревня была перемещена в другое место (неофициально — Новые Ковали (Янга Кавал)), а Нижние Ковали стали именоваться Старые Ковали (Иске Кавал). В начале XX столетия в селениях были 2 мечети, мектеб, водяная мельница, 3 мелочные лавки. В этот период совокупный земельный надел сельской общины составлял 732 десятины.
Административно, до 1920 года село относилось к Казанскому уезду Казанской губернии, С 1920 года в составе Арского кантона ТАССР. С 10 августа 1930 года в составе Дубъязского района. С 1 февраля 1963 года в Зеленодольском, с 1965 года относится к Высокогорскому району Татарстана.
В 1931 году в селе был организован колхоз «Кзыл-Байрак», с 2002 года село в составе закрытого акционерного общества «Бирюли».

## Население
| 1782 | 1859 | 1897 | 1908 | 1920 | 1926 | 1938 | 1949 | 1958 | 1970 | 1989 | 2002 | 2010 | 2017 |
| ---- | ---- | ---- | ---- | ---- | ---- | ---- | ---- | ---- | ---- | ---- | ---- | ---- | ---- |
| 153  | 483  | 728  | 864  | 850  | 935  | 1082 | 971  | 1083 | 760  | 254  | 277  | 268  | 255  |

### Национальный состав
Согласно результатам переписи 2002 года, в национальной структуре населения татары составляли 98 % из 277 чел..

## Экономика
Полеводство, животноводство.

## Инфраструктура
В селе действует начальная школа (с 1934 г. как неполная средняя), дом культуры, библиотека, фельдшерско-акушерский пункт.

## Религия
Мечеть была построена в 1996 году.